# Mait Raun
Mait Raun (bürgerlicher Name Mait Hando Raun, publizierte auch unter dem Namen Mait Ando Raun, * 11. September 1963 in Tallinn) ist ein estnischer Schriftsteller, Publizist und Politiker.

## Leben
Mait Raun machte 1981 in Tallinn Abitur und studierte danach an der Universität Tartu Psychologie. Nach seinem Abschluss 1989 war er zeitweise als Journalist tätig und gehörte zur ersten Redaktion der im September 1989 gegründeten unabhängigen Wochenzeitung Eesti Ekspress. Während der Singenden Revolution, die zur Wiederherstellung der estnischen Eigenstaatlichkeit führte, war er politisch aktiv. Im Anschluss daran hatte er verschiedene Anstellungen im journalistischen, politischen und wissenschaftlichen Bereich.
Rauns Vater ist der Schriftsteller Vallo Raun, sein Onkel der Schriftsteller Ott Raun. Er lebt als freischaffender Schriftsteller und Publizist in Tartu.

## Werk
Raun veröffentlichte seit Beginn der 1990er-Jahre Essays und Kurzprosa und publizierte 1994 seinen ersten Roman, der zurückhaltend aufgenommen wurde. Einer der damals führenden Kritiker Estlands, Peeter Künstler, charakterisierte den Roman als „Farce“, die aber zu viel Ballast habe „und daher untergeht.“ Es folgten weitere Romane, am meisten Aufsehen erregte Raun jedoch 1998, als unter dem Titel Wake up. Naive Erinnerungen aus der Geschichte 1987–1988 ein Dokumentarroman über die Singende Revolution erschien, zu dem Mart Laar das Nachwort verfasst hatte. Da viele Personen im Buch bei ihrem echten Namen genannt sind, hatte der Roman den Charakter von Memoiren, wie in der Kritik bemerkt wurde, wenn es hieß: „Rauns Erinnerungen sollten zur Pflichtlektüre für alle Familien werden, deren Angehörige im Buch genannt werde.“ Andere Kritiken waren zurückhaltender oder direkt negativ: „Raun sagt nichts Neues.“ Insgesamt war das Buch aber sicherlich „ein würdiges Pendant zu mehreren historischen Dokumenten über diese Umbruchzeit, die vom gleichen Verlag herausgebracht worden sind.“

## Auszeichnungen
- 1988 Looming-Preis für Publizistik
- 1994 Dritter Preis im Romanwettbewerb des Faatum-Verlags

## Bibliografie
- Kollane maja ('Das gelbe Haus'). Tallinn: Kupar 1994. 189 S.
- Tuline ratas ('Das heiße Rad'). [Tallinn:] Faatum 1996. 310 S.
- Kihutas läbi öö ('Eilte durch die Nacht'). Tallinn: Umara 1996. 152 S.
- Sada sõna ('Hundert Wörter'). Tallinn: Faatum 1997. 134 S.
- Armastuse lood ('Geschichten der Liebe'). Tallinn: FC Boheem 1997. 130 S.
- Hobused ('Pferde'). Tallinn: Kupar 1998. 114 S.
- Wake up. Naiivseid mälestusi ajaloost 1987–1988 ('Wake up. Naive Erinnerungen aus der Geschichte 1987–1988'). Tallinn: SE&JS 1998. 408 S.
- Kuningas Arnold ('König Arnold'). Tallinn: Akadeemia Trükk 1999. 95 S.
- Suur Jaan ei ole inimene ('Der große Jaan ist kein Mensch'). Tallinn: MR Piller 2001. 135 S.
- Vana Aabrami müsteerium.('Das Mysterium des alten Abrahams'). Tallinn: MR Piller [2007]. 216 S.